# Malmij (Khabàrovsk)
|  | Per a altres significats, vegeu «Malmij». |

Malmij (en rus: Малмыж) és un poble (un possiólok) del krai de Khabàrovsk, a Rússia, que el 2012 tenia 92 habitants.